# Михайлова, Алёна (музыкальный продюсер)
Алевти́на Миха́йловна (Алёна) Миха́йлова (род. 23 сентября 1967, Казань) — российский музыкальный продюсер, глава рекорд-лейбла Velvet Music. Ранее генеральный директор студии REAL Records.

## Начало карьеры
Родилась 23 сентября 1967 года в Казани и училась на факультете технической кибернетики в Казанском авиационном институте. Получив в 1987 году диплом инженера-системотехника, устроилась в институтский вычислительный центр.
Во время учёбы также посещала рок-клуб, где «занималась музыкальным воспитанием подростков» — устраивала репетиции и концерты для множества местных любительских групп. После окончания вуза в 1988 году была приглашена в качестве администратора в казанскую концертную фирму «Уникс», созданную при авиационном институте. Работа фирмы стартовала с организации в Казани театрального фестиваля «Пантомима», собравшего почти сотню участников со всего СССР. Далее фирма проводила в Казани другие большие мероприятия, устраивала концерты российских звёзд.

## Студия «Союз»
В 1992 году переехала в Москву, где стала работать на «Студии „Союз“». В советское время официальную монополию на звукозапись имела фирма «Мелодия», другие студии действовали в основном кустарно и подпольно в условиях советской цензуры. Студия «Союз» начинала как одна из многочисленных кустарных студий того времени, записывая музыку на пустые носители. После распада СССР студия стала первым крупным центром легальной звукозаписи и дистрибуции в РФ, активно участвовала в формировании этого рынка в стране. Она первая начала самостоятельно выпускать лицензионные кассеты и печатать для них официальные обложки. С «Союза» в РФ также началась профессиональная концертная коммерческая деятельность, студия первой в стране начала выпускать музыкальные CD и DVD. По словам Алёны Михайловой, её обязанности в студии «были самые широкие — от переговоров с артистами до подготовки дизайна альбомов и контрактов с дистрибуторами».
В этот период с Алёной Михайловой начала работать сестра Валерия Меладзе Лиана Меладзе, которая стала затем её постоянным компаньоном по бизнесу.
К 1995 году в студии под началом Алены Михайловой был создан отдел артистов и репертуара, насчитывающий около 20 человек. К 1998 году «Студией „Союз“» при участии Алёны Михайловой как ответственной за репертуар было выпущено около 500 проектов российских артистов. Среди них Филипп Киркоров, Алла Пугачёва, Анжелика Варум, «Золотое кольцо», Шура, Валерий Меладзе, Владимир Кузьмин, «Нэнси», Мурат Насыров, Наталья Ветлицкая, Ирина Салтыкова, Татьяна Овсиенко, Любовь Успенская, «Парк Горького». С участием Алёны Михайловой совместно с западными лейблами «Студия „Союз“» выпускала альбомы западных звёзд — Мадонны, Эрика Клэптона, Фила Коллинза и многих других, также Михайлова курировала получившие широкую известность музыкальные сборники «Союз» и «Танцевальный рай».
Алёна Михайлова также занималась несколькими дочерними лейблами «Союза» — «Инди рекордс», «Электрик рекордс» и другими. В 1998 году она заняла должность директора концертного подразделения компании, к тому времени ставшей «Концерном „Союз“». Первым её продюсерским проектом стала группа Hi-Fi.
В 1998 году, на фоне финансового кризиса в России, Алёна Михайлова решила уйти из «Союза», оставаясь при этом в должности администратора певца Андрея Губина. Михайлова комментировала ситуацию так: «Выпуская сборники „Союз“, мы начали делать концерты и туры по всей стране… Мы стали приносить компании огромные прибыли, но по-прежнему сидели на очень небольших зарплатах, жили на съемных квартирах. Видимо, учредители немножко не поняли, что мы поднялись до такого уровня, что с нами надо передоговариваться».

## REAL Records
В январе 1999 года Алёна Михайлова и Лиана Меладзе возглавили лейбл звукозаписи REAL Records, который был совместным проектом американского холдинга News Corporation и российской компании «ЛогоВАЗ». Приглашение Михайловой и Меладзе на эту работу поступило от глав этих компаний Руперта Мёрдока и Бориса Березовского, а также от медиаменеджера Михаила Козырева. Михайлова стала генеральным директором, до неё этот пост непродолжительное время занимал Константин Эрнст, который затем продолжил курировать деятельность компании, став её президентом. Лиана Меладзе стала финансовым директором.
Менее чем за год REAL Records вышла на самоокупаемость и начала приносить учредителям около миллиона долларов в год. Алёна Михайлова выпускала альбомы Земфиры, групп «Мумий Тролль» и «Сплин», Линды и других артистов. Компания в этот период представила аудитории таких исполнителей как «Танцы минус», «Океан Эльзы», Алсу, Юлия Чичерина, «Ночные снайперы», «Михей и Джуманджи» и Zdob si Zdub.
По утверждению Михайловой, «вместе с „Нашим радио“ мы начали создавать новый пул артистов» в России — «сделали вместе саундтрек к фильму „Брат-2“. Выпустили 1-й, 2-й и 3-й альбомы Земфиры» … «Дальше уже был „Олимпийский“ с проектом „Кинопробы“, „Олимпийский“ с „Братом-2“, когда у нас Бодров был ведущим». Продюсирование и курирование больших концертов и фестивалей оставалось важной частью работы Михайловой, концерты её артистов собирали многотысячные площадки (так, самый первый концерт Земфиры собрал около 18 тысяч человек). Было организовано производство собственных телепрограмм: «Реальная музыка» для телеканала ОРТ и ток-шоу «Чёрно-белое» на телеканале СТС.
В 2003 году REAL Records была продана «Первому каналу», Михайлова и Меладзе уволились после того, как лейбл был отдан под управление продюсеру «Фабрики звёзд» Иосифу Пригожину. По словам Михайловой, «всё держалось на самом деле на нашей бесконечной вере и на нашей любви. В тот момент, когда у нас начали отбирать нашу свободу, веру и независимость, всё рухнуло, потому что мы точно не относимся к категории роботов. Наверное, в тот момент, когда мы получили по носу за свой фантастический круглосуточный труд во имя этой компании, мы поняли, что не хотим больше учредителей — следующая компания, которая у нас будет, будет своя».

## Velvet Music

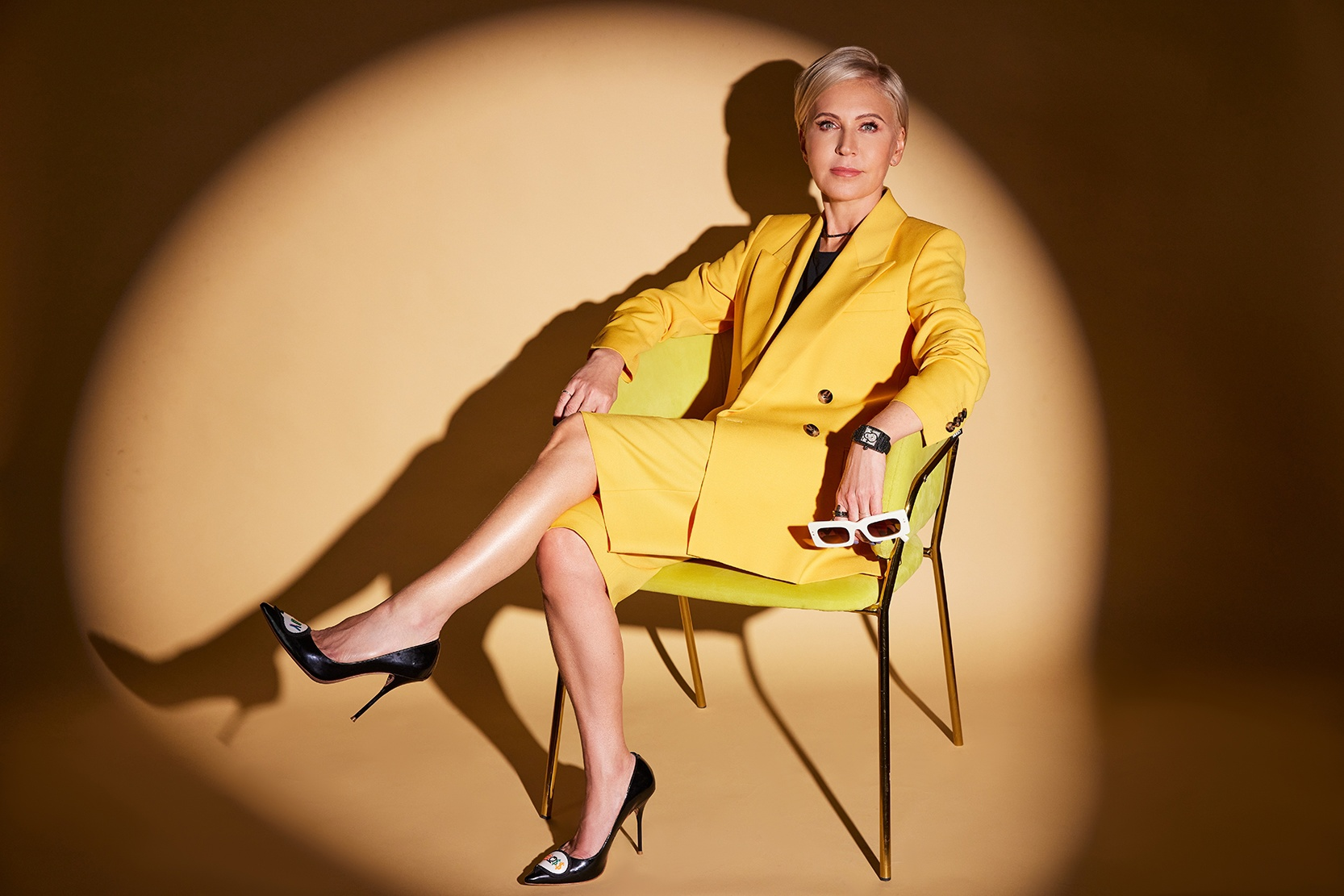
Музыкальный продюсер Алёна Михайлова, 2022 год

15 апреля 2004 года Алена Михайлова и Лиана Меладзе основали собственный лейбл Velvet Music, хотя не имели никаких контрактов с бывшими артистами REAL Records и не имели прав их заключать. Единственной группой, с которой при основании был подписан контракт, был молодой нижегородский коллектив Uma2rman. «Мы четыре месяца ходили с диском Uma2rman по радиостанциям, пытаясь убедить поставить её песню в эфир. Сначала сдалось „Наше радио“. Затем „Русское радио“, потом заинтересовались остальные», — вспоминала Алёна Михайлова. Работа с группой стала очень успешной, и дебютный альбом коллектива вышел стартовым тиражом в 300 000 экземпляров («за право издать его торговались три конкурирующих рекорд-лейбла — контракты были подписаны со всеми тремя»). Всего же за 2005 год было продано около одного миллиона экземпляров пластинки («на физических носителях тогда зарабатывали очень серьёзные деньги»), первый большой концерт группы собрал полный спорткомплекс «Олимпийский».
Какое-то время Velvet Music воспринималась как «компания одной группы», но в 2005 году лейбл также стал работать с группой «Винтаж» и Валерием Меладзе. Позже были подписаны такие артисты как «Чи-Ли», Полина Гагарина, «ВИА Гра» и Вера Брежнева. С 2010 года Velvet Music осуществляет полный менеджмент и продюсирование певицы Ёлки. В 2011 году был подписан контракт с Анитой Цой, с которой Михайлова и Меладзе знакомы с 1997 года с момента выпуска её дебютного альбома на «Студии „Союз“». Также с лейблом работали Burito, DJ Smash, Анна Семенович и другие.
На рубеже 2010-х гг. в число ведущих артистов лейбла входят Мари Краймбрери и Владимир Пресняков (мл.). Пресняков знаком с Алёной Михайловой также по «Союзу», а Мари Краймбрери компания «выхватила благодаря интуиции из всех девочек в интернете». Компания также работает с актёром Гошей Куценко, при его участии в 2021 году вышел альбом «veLvETОвый движ», в котором артисты Velvet Music исполняют песни друг друга.
Кроме продюсирования артистов Алёна Михайлова также продюсирует музыкальные фестивали и другие проекты, такие как Live Fest в городе Сочи и др.

## Признание
По информации портала TopHit, по опросу среди музыкальных редакторов и программных директоров радиостанций СНГ, Алёна Михайлова была названа «лучшим продюсером 2011 года» (номинация премии Top Hit Music Awards). Это звание было подтверждено той же премией в 2013, 2016, 2017, 2018, 2019, 2020, 2021 и 2022 годах. В 2015 году она была включена в «Зал славы Top Hit». В 2021 году также была получена премия «Новое Радио Awards» за продюсирование (повторилась в 2022), а также специальная премия «Жара Music Awards» премия «за digital-проект Big Music Quest».
Многочисленные проекты Алёны Михайловой многократно номинировались и награждались премиями телеканалов MTV, RU.TV, «Муз-ТВ», Music Box Russia, радиостанции «Новое радио», премиями «Золотой граммофон», Top Hit Music Awards, «Рекордъ», «Овация», «Стопудовый хит», «Песня года», ZD Awards и другими. В частности, в 2018 году Ёлка стала исполнителем, треки которого чаще всего звучали на радиостанциях России за последние 10 лет, а Burito получил сразу несколько премий за трек «По волнам».

## Личная жизнь
Со своим будущим мужем — Антоном Калинкиным, режиссёром и продюсером кино и ТВ, Алёна познакомилась в 2000 году на концерте Земфиры в «Олимпийском», организованном REAL Records. Алёна и Антон поженились в сентябре 2001 года. У них двое детей — Анастасия Антоновна Калинкина (родилась 25.03.2003 г.) и Антон Антонович Калинкин (родился 07.01.2009 г.).